# Кэмблин, Виктория
Виктория Кэмблин (англ. Victoria Camblin) — писательница, редактор, историк искусства и куратор. Она — бывший редактор и художественный руководитель журнала Art Papers, базирующегося в Атланте, штат Джорджия. С 14 июня 2018 года она является исполнительным редактором журнала 032c в Берлине, Германия.

## Биография
Кэмблин училась в Колумбийском университете в Нью-Йорке, где в 2006 году получила двойную степень бакалавра по философии и истории искусств, а затем продолжила обучение в докторантуре Кембриджского университета. Она является стипендиатом DAAD (Германской службы академических обменов) и Фонда Роберта Раушенберга, а в 2009–2012 годах была стипендиатом стипендии Лесли Уилсон в колледже Магдалины в Кембридже. Докторская работа Кэмблин была посвящена авангардным иллюстрированным периодическим изданиям, созданным в Париже в межвоенный период, в частности редакторской работе Жоржа Батая и журналу Acéphale.
С 2006 по 2013 год Кэмблин работала редактором 032c, англоязычного журнала, выходящего два раза в год в Берлине и посвящённого современной культуре. После этого она работала редактором на онлайн-видеоплатформе Nowness, а также сотрудничала с рядом международных изданий по искусству, включая Texte zur Kunst, Dazed, Interview и Pin-Up. Среди её дополнительных работ можно отметить статьи об архитектуре в Атланте в журнале Art in America и критические статьи для Artforum.
Среди её кураторских проектов — биеннале в Атланте 2016 года, кураторами которой были Дэниел Фуллер, Аарон Леви Гарви и Джиа Гамильтон.